# Mouvements baptistes antiques
 (mars 2017).
- Si vous ne connaissez pas le sujet, laissez ce bandeau (vous pouvez alors contacter les auteurs).
- Si vous supprimez le contenu mis en cause (vous pouvez préalablement contacter les auteurs),

argumentez précisément cette suppression dans la page de discussion
(un manque de référence n'est pas un argument ; une recherche réelle de référence doit avoir été effectuée, être formellement documentée).
 (mars 2017).
Les mouvements baptistes, caractérisés par un bain d'immersion appelé en grec ancien baptisma (βάπτισμα), apparaissent dans les marges du judaïsme au IIe siècle av. J.-C. ou tout au moins au Ier siècle si l'on considère que les mouvements essénien ou du Yahad n'étaient pas vraiment baptistes. Ils se manifestent dans le Proche-Orient ancien et en Occident jusqu'à Rome. Ils sont attestés jusqu'au IIIe ou même IVe siècle. L'un d'entre eux, appelés elkasaïsme est encore mentionné au Xe siècle par un auteur musulman. C'est dans la mouvance d'un de ces courants — celui du judéen Jean le Baptiste — que naît le mouvement de Jésus de Nazareth.
Ils sont évoqués chez Flavius Josèphe, puis à partir du IIe siècle ne sont plus décrits que par leurs détracteurs chrétiens, ce qui rend l’histoire de ces mouvements difficile à établir, d'autant plus qu'ils n'ont pas d'unité entre eux. La région du Jourdain — en Transjordanie plus précisément — et les abords de la mer Morte, sont attestés comme leurs lieux d'implantation où peut-être nombre de ces mouvements ont pris naissance. À partir du tout début du IIe siècle, leur existence est mentionnée dans l'espace perse, où ils semblent avoir connu une certaine vigueur.
Pour certains critiques, ils jouent un rôle non négligeable dans la naissance de l'islam. Certains spécialistes estiment que les mandéens, existant encore en Iran et en Irak, pourraient être le seul mouvement héritier de ces mouvements baptistes et spécifiquement du mouvement elkasaïte. Cette filiation ne fait toutefois pas consensus.

## Dénomination et origines
Le mot vient du grec βαπτός traduisant l'hébreu tabal qui tous deux signifient « plonger [dans l'eau] ». « Le terme désigne un rite que l'on retrouve dans la tradition biblique en de multiples occasions à titre de purification rituelle, condition sine qua non d’accès au culte. » Les derniers prophètes comme Zacharie (13, 1) et surtout Ézéchiel (36, 24-28) « annoncent une effusion eschatologique liée à une irruption de l'Esprit »:

« Je répandrai sur vous une eau pure et vous serez purifiés ; de toutes vos souillures et de toutes vos idoles je vous purifierai. »

« Les origines du mouvement baptistes sont à la fois simples et complexes. » Dans un passage important comprenant l'extrait cité ci-dessus, Ézéchiel « est parvenu à unir à une lustration purificatrice la transformation du cœur de pierre en cœur de chair, le don d'un esprit nouveau et l'effusion de l'esprit même du Dieu d'Israël. » Après le retour d'exil, le baptême apparaît comme un rite de purification et de revivification.
Les Juifs ont peut-être « emprunté ce rite aux Babyloniens » « durant la période de la déportation à la suite de la destruction du Premier Temple. » Ceux-ci pratiquaient en effet « beaucoup de lustrations purificatrices. »

## Des témoignages complexes
Il y a probablement lieu de regrouper sous la dénomination de Baptistes, un ensemble de « sectes » qui figurent dans les classements des hérésiologues chrétiens à partir du IIe siècle. « On connaît surtout ces courants sectaires par les auteurs ecclésiastiques des quatre premiers siècles, Justin de Naplouse (~100-165), Irénée de Lyon (~130-200), Hippolyte de Rome (~170-235) à Rome, Origène (~185-255) et Eusèbe de Césarée (~265-340), Épiphane de Salamine (~315-403) et d'autres, tous soucieux de dénoncer l'hérésie, la Gnose d'abord au IIe siècle. » Plusieurs témoins signalent en effet les attaches gnostiques de telle ou telle « secte » baptiste.
« Le témoignage de ces personnalités est toutefois à prendre avec discernement sinon avec réserves », car il est « essentiellement marqué par la polémique. » Des fragments d'écrits de certains de ces mouvements nous sont parvenus. Beaucoup plus rare sont les sectes dont nous disposons d'œuvres complètes. « Il est difficile sinon impossible de faire l'histoire de ces mouvements baptistes comme celle d'un vaste courant unifié. »
André Paul remarque que les sectes baptistes dont un fondateur ou un promoteur est resté célèbre ont donné naissance à « de vraies religions : pour une part, le christianisme dérive du courant baptiste de Jean, et le Manichéisme d'une réforme profonde de la secte d'Elkasaï. Un seul courant vraiment baptiste a persisté jusqu'à nos jours, celui des Mandéens ». Les esséniens, puis les elkasaïtes et enfin les mandéens semblent se situer dans une continuité. « Peut-être est-ce seulement parce que les uns et les autres faisaient partie du grand mouvement baptiste. »
Pour Simon Claude Mimouni, les mouvements baptistes ne se développent en Judée et en Palestine qu'à partir du début du Ier siècle. Ils « mettent leur espérance dans la rémission des péchés obtenue par des bains. » Comme dans le monde gréco-romain où existaient divers mouvements à la recherche du salut, il y avait dans le monde juif des mouvements plutôt populaires, qui annonçaient la proximité du salut eschatologique. Dans les mouvements baptistes juifs, l'opposition au Temple de Jérusalem est un motif affirmé. Le Temple est souvent récusé comme lieu de médiation entre l'homme et Dieu à cause des sacrifices sanglants qui s'y déroulent.

## Définition

### Les pratiques rituelles
« Le baptisme est une forme religieuse qui reporte sur les pratiques baptismales ce qui auparavant correspondait aux pratiques sacrificielles : le salut par les baptêmes et non plus par les sacrifices, ou si l'on préfère, le salut par l'eau des baptêmes et non plus par le feu des sacrifices. »

### Jean-Baptiste et l'essénisme
Otto Betz (de) examine la possibilité que Jean-Baptiste ait vécu à Qumrân. En effet Herbert Braun (de) établit de nombreux parallèles entre les textes bibliques et les manuscrits de Qumrân. C'est ainsi que la prophétie du Livre d'Isaïe se retrouve dans l'Évangile selon Marc de la Bibleet dans le Manuel de discipline des manuscrits de Qumrân.
Dans la même veine, James H. Charlesworth estime quant à lui que Jean le Baptiste a pu entamer l'initiation particulièrement exigeante en vue d'intégrer la communauté de Qumrân, mais qu'il l'a abandonnée avant de l'avoir menée à son terme du fait de la rigidité des vues et des pratiques de ce groupe, tout en conservant une part de l'enseignement qu'il y aurait reçu mais en l'actualisant, par exemple en matière de pratique de purification rituelle par l'eau : 
« Il ne semble y avoir aucune raison de douter que le Baptiste ait adopté au moins une partie des enseignements des Qumrânites. Il a probablement hérité des Qumrânites au moins l'interprétation d'Isaïe 40:3, le concept du Saint-Esprit, la croyance en l'imminence de la fin des temps et le concept des égarés tout comme celui de la race de vipères. Mais probablement, Jean le Baptiste est celui qui a refusé l'initiation complète en raison de la haine institutionnalisée de tous ceux qui ne faisaient pas partie de la communauté de Qumran. Le Baptiste semble donc être celui qui a été expulsé de - ou mieux, qui a quitté - la communauté de Qumrân.
Jean le Baptiste et les Qumrânites ont vécu à la même époque et au même endroit et présentent des similitudes frappantes. (...) En résumé, le Baptiste n'était pas un Essénien, mais, très probablement, il avait été presque entièrement initié au Yahad. Il a apparemment refusé la pleine initiation et a quitté la communauté de Qumrân à cause de leur prédestination rigide et de leur haine institutionnalisée de tous les Fils des Ténèbres. Ma thèse explique de nombreux autres aspects inexplicables de la vie du Baptiste, tels qu'ils nous sont présentés par les auteurs anciens comme Josèphe, Matthieu, Marc, Luc et Jean. Plus important encore, cette thèse explique pour la première fois deux dimensions clés des similitudes entre les Qumrânites et le Baptiste. Premièrement, elle nous aide à comprendre le choix et l'interprétation de l'Écriture par le Baptiste, en particulier Isaïe 40:3, sa localisation dans le désert non loin de Qumrân, son eschatologie apocalyptique et son utilisation de l'eau pour se préparer au jour du jugement. Deuxièmement, elle nous aide à comprendre son concept de n'avoir qu'un seul manteau, de ne manger que ce qui était autorisé par l'usage en vigueur à Qumrân et de ne pas accepter la nourriture des autres Juifs, ainsi que sa haine des impies et des impénitents. »
A contrario, Émile Puech pointe qu'entre les pratiques rituelles de Jean-Baptiste sur les rives du Jourdain et celles des esséniens telles que les révèlent les manuscrits de la mer Morte, les différences sont fondamentales et « l'idéologie du Jourdain n'occupe aucune place dans les écrits de Qumrân ». Ces deux mouvements ne sauraient être confondus. Entre autres caractéristiques incompatibles, Émile Puech relève que les rites de purification chez les esséniens « n'ont rien de commun avec le baptême d'eau pratiqué par Jean devant l'imminence du Jugement divin et la venue du règne messianique », rites esséniens qui comportent une « confession des péchés de type collectif , [...] contrairement au pardon des péchés lié au baptême personnel administré par Jean ». En accord avec Puech, François Blanchetière écrit que Jean « n'a sans doute pas eu de contacts personnels directs avec l'essénisme ».

## Les esséniens et le mouvement du «Yahad»
Le dénominateur commun des groupes baptistes est le recours fréquent à des bains dans un souci de pureté rituelle, que l'on connaît par ailleurs chez les membres du mouvement dont il est question dans une centaine de manuscrits de la mer Morte. Certains critiques qui adhèrent à ce qui est parfois appelé le « modèle standard » dans lequel les auteurs des Manuscrits de la mer Morte sont les esséniens et les ruines de Qumrân sont celles de l'un de leurs établissements, estiment souvent que les esséniens n'étaient pas authentiquement un groupe baptiste. À la suite de Roland de Vaux, ils pensent que le système de bassins retrouvés dans les ruines de l'établissement de Qumrân servait aux membres de la secte pour effectuer leurs bains rituels, alors que les rites des groupes authentiquement baptistes avaient lieu dans l'eau vive. Toutefois, toute une branche de la recherche se range derrière les archéologues pour qui Qumrân a été initialement une forteresse hasmonéenne, dont le système d'adduction d'eau n'a rien d'exceptionnel. On trouve ainsi quinze bains dans la forteresse de Massada située plus au sud de la mer Morte. Pour eux, rien n'indique que ces bassins ont servi de bains rituels aux auteurs des manuscrits, dont les plus de 850 écritures individuelles différentes montrent qu'ils n'ont pas été copiés sur le site. Ils font remarquer que malgré plusieurs campagnes de fouilles aucun lien n'a pu être établi entre les ruines de Qumrân et les manuscrits et qu'il n'est donc absolument pas prouvé que Qumrân a été un établissement esséniens ou sectaire,,. Pour eux, à partir des ruines de Qumrân on ne peut donc rien déduire sur la façon dont « la secte de Qumrân » ou les esséniens pratiquaient leurs bains quotidiens.

### Les esséniens
Les esséniens sont un mouvement du judaïsme de la période du Second Temple qui a prospéré à partir du IIe siècle av. J.-C. et dont l'existence est attestée au Ier siècle en Palestine et dans la province romaine de Syrie. Au Ier siècle, les esséniens sont mentionnés dans Apologia pro Judæis (« Apologie en faveur des Juifs ») et Quod omnis probus liber sit (« Tout homme vertueux est libre ») de Philon d'Alexandrie (v.12 av. J.-C.-v.54). Ils sont aussi décrits par Flavius Josèphe (v.37-v.100) dans la Guerre des Juifs et les Antiquités judaïques et figurent dans une courte notice de l'Histoire naturelle de Pline l'Ancien (23-79). Par la suite, des Pères de l'Église les mentionnent en parlant des zélotes, des ébionites ou des elkasaïtes. Le terme « essénien » ne figure dans aucun des manuscrits de la mer Morte, ni dans le Nouveau Testament, ni dans l'immense littérature talmudique,. Ils croient à la résurrection des morts, au déterminisme et à la prédestination.

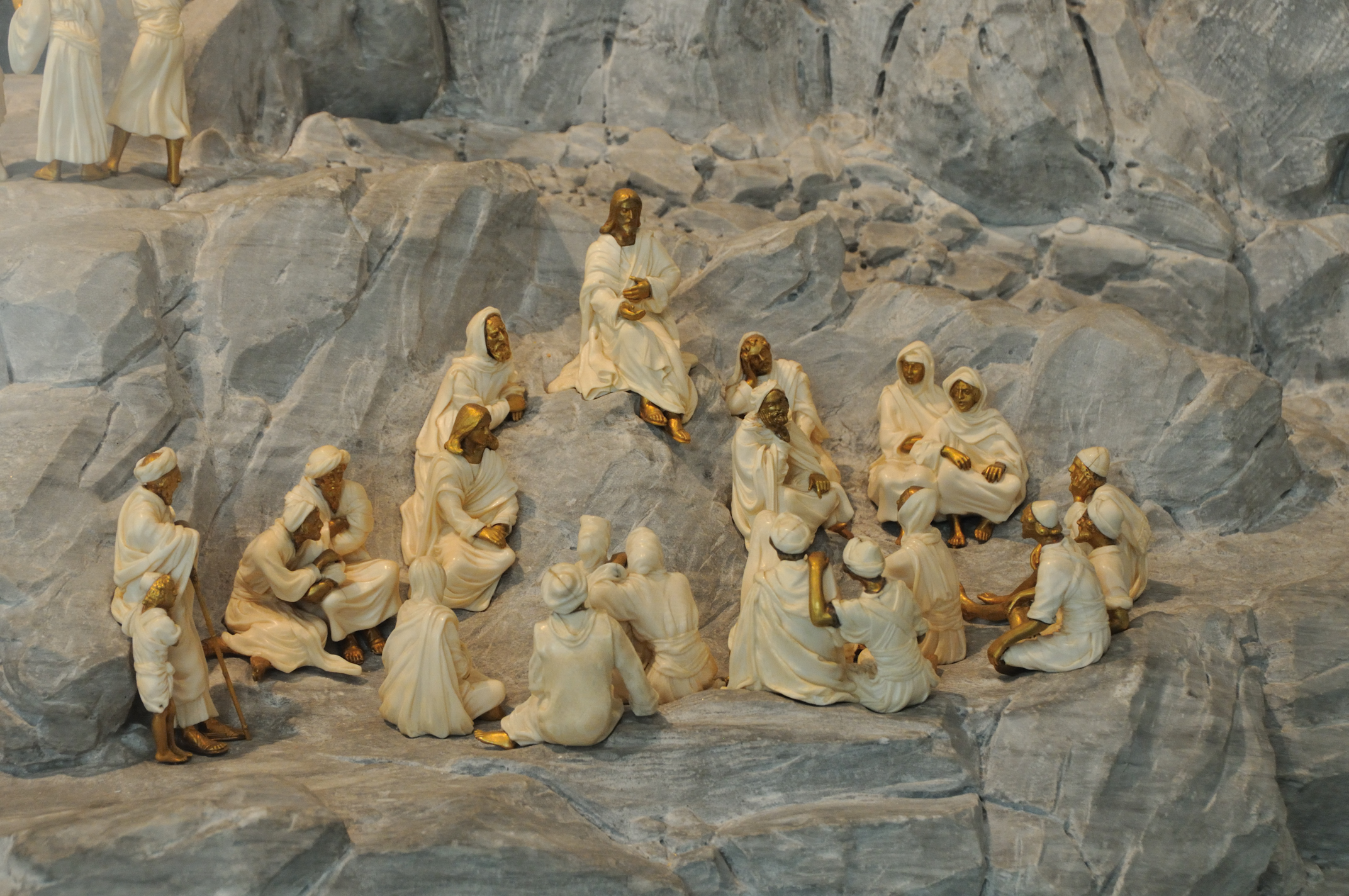
Via Vitæ de Joseph Chaumet. Détail : le Sermon sur la montagne.

Le plus marquant dans ces communautés était la mise en commun et la répartition des biens de la collectivité selon les besoins de chaque membre. Les esséniens méprisent les richesses : les postulants doivent abandonner leur fortune et leur héritage à la communauté. Ils ne pratiquent aucun commerce. Ils sont vêtus de blanc et, à la mi-journée, après un bain rituel, ils consomment un repas de pain et de vin, en silence et en commun.

### Le «Yahad»
Une trentaine de manuscrits de la mer Morte mentionnent le « Yahad » (« Unité », « Alliance »), un mouvement religieux derrière lequel bon nombre de chercheurs reconnaissent les groupes mentionnés par les auteurs antiques sous des noms très proches et que l'on regroupe sous le nom d'esséniens. Dans d'autres manuscrits qui ne mentionnent pas le Yahad, on repère un vrai système de mots ou de formules qui les font classer également parmi les écrits sectaires. Ils sont à eux tous une bonne centaine. Plusieurs points de convergence entre la description des esséniens chez les auteurs antiques et la doctrine décrite dans les manuscrits semblent effectivement permettre d'identifier avec eux les membres de la communauté du Yahad. Un grand nombre de critiques estiment que ce mouvement doit être identifié aux esséniens, ou à l'une des quatre tendances d'esséniens que mentionne une des versions de la notice de Flavius Josèphe transmise par Hippolyte de Rome, toutefois des chercheurs comme André Paul, Norman Golb, Michael Wise, Martin Abbeg, Edward Cook préfèrent distinguer les deux groupes, à cause de quelques différences existant entre eux.
Parmi leurs principales convictions, Blanchetière retient : « l'attente des derniers jours et la venue d'un ou deux messies, la croyance dans le libre arbitre, la résurrection des morts, la rétribution finale, le déterminisme et la prédestination, le rejet de l'utilisation de l'huile parce qu'impure, la rupture avec le culte sacrificiel du Temple (Manuel de discipline, 9, 4-5), ils prient tournés vers l'Est ».
« Ils ont développé un ensemble de conceptions et de croyances longtemps demeurées secrètes, du fait que chacun des membres s'engageait par serment à ne pas les divulguer en dehors de la « secte », et qui n'ont été révélées qu'à partir du moment où l'on a pu décrypter les manuscrits cachés sur la rive occidentale de la mer Morte ». Ils ont conscience de constituer la communauté de la Nouvelle Alliance renouvelée annuellement (4Q 226, 16-18) et dirigée par un collège sacerdotal au cœur d'un monde déchiré par les deux esprits de la Lumière et des Ténèbres.
Les membres du Yahad sont littéralement obsédés par les « féroces Kittim », derrière lesquels on reconnaît aisément les Romains,, et de nombreux écrits parlent de guerres apocalyptiques qu'il faudra mener contre eux. Édouard-Marie Gallez qualifie cette famille de pensée de « messianiste » et « eschatologico-guerrière ». Les guerres apocalyptiques qu'il va falloir mener, selon plusieurs écrits du mouvement du Yahad, sont conduites par le Messie — ou par deux messies successifs — et ont pour but d'instaurer le Royaume de Dieu.
Selon André Paul, « les écrits dits de Qumrân attestent eux-mêmes une authentique filière gnostique. L'existence d'un gnosticisme judaïque pré-chrétien était déjà bien admise. On la repérait surtout dans la littérature judéo-grecque ou dans les œuvres d'apocalypse. Désormais, le fait est à même d'être confirmé, précisé et éclairé grâce à certains des textes venus des grottes, annonceurs de la communauté idéale ou témoins de la veine littéraire dite sapientiale. »

## Mouvements baptistes auIersiècle
Selon François Blanchetière, outre les Esséniens « entrent dans la catégorie des Baptistes, tout d'abord Jean le cousin de Jésus, précisément surnommé « le Baptiste », et ses disciples très souvent évoqués par les évangélistes, ou encore l'ermite Bannous qui, au témoignage de Flavius Josèphe un temps son disciple, « prenait nuit et jour dans l'eau froide de nombreux bains de purification (Vita 11) », et de même les hémérobaptistes pratiquant le bain quotidien, les masbothéens, terme qui n'est peut-être qu'une traduction araméenne de « baptiste ». Tous ces groupes auraient été présents à Jérusalem, mais surtout sur les rives du Jourdain, avant de se replier vers la Transjordanie au moment de la première révolte (vers 70). »

### Jean le Baptiste
« Flavius Josèphe évoque brièvement Jean et son activité de baptiste : « non pour la rémission de certaines fautes (ce qui contredit les données des évangiles synoptiques), mais pour la purification du corps, l'âme ayant été préalablement purifiée par la justice » (Antiquités judaïques XVII, 118-119 ; Histoire ecclésiastique I, 11, 6 ; Dem. évang. IX, 5, 17). » Chez Flavius Josèphe, le personnage de Jean est plutôt banalisé tout en cadrant avec ce que nous savons des mouvements baptistes de l'époque. Il apparaît respecté de ses contemporains et ayant une grande influence sur les foules au point qu'Hérode Antipas le fasse arrêter de peur qu'il ne suscite une révolution. La déroute d'Antipas face à Arétas IV est d'ailleurs considérée au sein de la population juive comme une vengeance divine contre Antipas pour le punir d'avoir mis à mort Jean et dont le roi de Nabathée n'aurait été que l'instrument.
« Jean est un cohen-prêtre rural qui pourtant prône un pardon des péchés par le baptême et non par les rites du Temple. C'est surtout un solitaire à l'ascèse proverbiale (Mt 11, 18) non sans parallèle à l'époque. » Ses traits et ses mœurs rappellent d'assez près ceux de Bannos, dont Flavius Josèphe s'était fait l'émule dans sa jeunesse. L'évangile attribué à l'apôtre Jean localise l'activité de Jean Baptiste sur les rives du Jourdain. Les évangiles synoptiques synchronisent le début de l'activité de Jésus avec l'emprisonnement de Jean. Pour François Blanchetière, « il apparaît par ailleurs que le Nazaréen a vécu un temps dans l'entourage de son cousin ». « Les premiers disciples de Jésus semblent issus de l'entourage de Jean-Baptiste : André, Simon-Pierre, Philippe, Nathanaël (Jn I, 35-51). »

Saint Jean Baptiste (1513-1516), par Léonard de Vinci (musée du Louvre).

Pour Simon Claude Mimouni, « tandis que les règles de pureté rituelle tendent plutôt à enfermer sur elles-mêmes les « associations » pharisiennes ou esséniennes, on constate dans les mouvements baptistes, au contraire; le souci d'annoncer le salut à tous par le rite du plongeon ou de l'immersion dans l'eau vive ».

### Les nazôréens
Les chercheurs qui en général estiment que les Nazôréens et les ébionites sont le même groupe, au moins jusqu'au début du IIIe siècle notent le caractère « baptiste » des premiers adeptes de Jésus.
'Ebyon veut dire « pauvre » et sonne comme « une raison sociale hérésiologique. » Certains auteurs estiment que les Ébionites n'était qu'un autre nom des Nazaréens. Pour eux, ils constituent donc probablement la première communauté connue de disciples de Jésus de Nazareth, celle de Jérusalem, qui est évoquée dans les Actes des Apôtres et dans certaines lettres authentiques de l'apôtre Paul. Les Nazôréens (notsrim en Hébreu) sont les représentants les plus importants de la qehila (communauté) de Jérusalem, au moins jusqu'à la destruction du Temple en 70.

### Les Ébionites
L'appellation « pauvre » est utilisée à plusieurs reprises dans les Manuscrits de la mer Morte, pour désigner des membres du Yahad (unité, alliance), mouvement identifié aux Esséniens (peut-être trop rapidement) par plusieurs chercheurs et théologiens du XXe siècle. Pour André Paul, ces mentions des pauvres rappellent Jésus de Nazareth.
En se fondant sur les manuscrits de la mer Morte, certains critiques ont souligné que les Esséniens se sont donné le nom d'ébionim (ou « pauvres ») de même que certains judéo-chrétiens sont désignés sous l'étiquette « ébionites » par les hérésiologues chrétiens. Pour Simon Claude Mimouni, « si des chrétiens d'origine juive avaient choisi de se désigner par le nom « pauvres », c'est qu'ils se considéraient comme les héritiers, à l'égal d'ailleurs des esséniens, d'une spiritualité qui proclame l'éminente dignité des pauvres et la vertu de la pauvreté » Pour Christian Grappe le nom « pauvres » est « un titre honorifique exprimant la conviction, pour le groupe qui l'adopte, d'être le « Véritable Israël » ; comme cela a été le cas pour les esséniens », et bien après « pour les chrétiens parmi lesquels la pauvreté a toujours été mise en avant. »

### Masbothéens, hémérobaptistes et Ébionites
Dans leur désignation des hérésies juives ou judéo-chrétiennes, les Pères de l'Église signalent plusieurs courants explicitement baptistes. Au milieu du IIe siècle, le philosophe et débatteur chrétien Justin de Naplouse mentionne les Baptistaï, « Baptistes », dans son Dialogue avec Tryphon (80, 4). C'est dans une liste des « sept hérésies juives » qu'on les retrouve, avec des variantes, chez Eusèbe de Césarée, Épiphane de Salamine et d'autres.
On peut assimiler ces Baptistes aux Masbothaïoï que signale l'historien Hégésippe vers 180, dans ses Hypomnemata ou « Mémoires » contre les gnostiques. Les deux noms ont en effet le même sens, l'araméen masbûtâ signifiant « immersion » ou « baptême ».
Selon Simon Claude Mimouni, « il est envisageable de considérer que le terme grec « hémérobaptiste » et le terme araméen « masbothéen », dont il est question dans certaines listes hérésiogiques chrétiennes (Hégésippe, Éphrem, Épiphane et dans les Constitution apostolique), l'un étant la traduction de l'autre, aient été utilisés pour désigner les ébionites qui ont pour coutume de pratiquer des immersions quotidiennes. » « Cependant un problème se pose : les ébionites ne sont pas les seuls à avoir procédé à ce rite, on peut citer à titre d'exemple, les Elkasaïtes » et les disciples de Jean le Baptiste, « d'autant que dans un passage de la littérature pseudo-clémentine, c'est Jean le Baptiste qui est qualifié d'« hémérobaptiste » (Homélie 2, 23). » Cette objection à propos des Elkasaïtes tombe si comme le pensent certains critiques, les elkasaïtes sont la deuxième sorte d'ébionites auxquels se réfèrent les hérisiologues chrétiens à la suite d'Origène (début du IIIe siècle). Par ailleurs la Tossefta (Yadaim 2:20) mentionne les « Baigneurs de l'aurore » qui critiquaient les Pharisiens parce que ceux-ci « invoquaient le Nom (du Seigneur) le matin avant d'être baignés ». D'autres groupes juifs comme les Galiléens, les Nazôréens ou celui auquel font allusion les Oracles sibyllins pratiquaient aussi le baptême.

### Les différentes sortes d'ébionites
« Les chercheurs sont extrêmement divisés sur l'origine du mouvement ébionite. Celui-ci ne présentant aucune uniformité, certains critiques ont proposé d'établir une distinction entre « ébionites pharisiens » et « ébionites esséniens » ou entre « ébionites hérétiques » et « ébionites gnostiques », sans compter que parfois les « ébionites esséniens » sont considérés comme des « ébionites baptistes ». » Pour Simon Claude Mimouni, « de telles distinctions ne sont pas dépourvues de sens, mais il vaudrait mieux parler d'un mouvement ébionite pluriel dont certaines de ses composantes, toutes considérées comme hérétiques par leurs opposants, ont dû être proches du groupe pharisien et d'autres du groupe essénien — les unes et les autres ayant pu avoir des tendances gnostiques ou baptistes — ».
Origène (ainsi qu'Eusèbe de Césarée (HE III, 27, 3)) mentionne l'existence de deux sortes d'ébionites. Dans toute son œuvre, Origène ne mentionne explicitement les Elkasaïtes qu'une seule fois. Gilles Dorival estime toutefois qu'on peut s'interroger: « les Elkasaïtes ne sont-ils pas une des deux formes des ébionites, dont il est question dans le Contre Celse ? » D'après Origène, ces deux groupes divergeaient « sur la question de la naissance virginale de Jésus : or si l'on suit l'Elenchos, il semble bien qu'Alcibiade ou les disciples d'Elkasaï affirmaient que Jésus était né d'une vierge. » Selon l'Elenchos, « Alcibiade dit que le Christ a été un homme comme les autres, mais que ce n'est pas aujourd'hui pour la première fois qu'il est né d'une vierge, mais auparavant. » ; ou encore « [les Elkasaïtes] reconnaissent comme nous que les principes de l'univers ont été faits par Dieu, mais ne reconnaissent pas que le Christ est un, mais que si le Christ en haut est un, il a été transvasé dans des corps multiples souvent et aujourd'hui même en Jésus, que tantôt il est né de Dieu comme nous le disons, tantôt il a été esprit, tantôt il est né d'une vierge, tantôt non. » Gilles Dorival y voit « un argument fort pour identifier [les Elkasaïtes] à ceux des ébionites qui admettent la naissance virginale de Jésus. » Il précise toutefois qu'il « faut se garder de conclure trop nettement » car « pour confirmer cette identification, il faudrait que les Elkasaïtes aient partagé la même christologie que les Ébionites partisans de la naissance virginale. » Or, les « sources ne disent rien de tel. »
Pour Simon Claude Mimouni, « il y a lieu de distinguer entre l'ébionisme et l'elkasaïsme, même si ces deux mouvements entretiennent des relations tant sur le plan de leurs pratiques que sur celui de leurs croyances. L'un et l'autre remontant assurément au groupe nazôréen et à la communauté chrétienne de Jérusalem. »

## Les Elkasaïtes
Les elkasaïtes (ou elkasaïtes) sont un groupe judéo-chrétien du IIe siècle, baptiste et gnostique. Le mouvement est fondé vers l'an 100, par Elkasaï probablement un prophète nazôréen, qui prêche à des esséniens dans le nord de la Mésopotamie. Au plus fort des révoltes juives contre l'invasion des légions romaines, entre 116 et 123, il reçoit une Révélation, en un livre « tombé du ciel » (Livre d'Elkasaï), selon le récit d'Origène. C'est la plus importante secte juive baptiste de l'époque. Au IVe siècle, en plus de son existence dans l'espace perse, le mouvement est très développé sur toute la rive orientale du Jourdain, la mer Morte, en Nabathée arabe.
Pour les elkasaïtes, le « Christ » est un ange révélateur qu'ils désignent comme « Fils de Dieu »,. Pour eux, le Christ a transmigré de corps en corps et, en dernier lieu, dans celui du Christ,. Simon Claude Mimouni fait remarquer que « ce thème de la métempsychose du Christ venu à plusieurs reprises au monde avec un corps différent s'apparente à celui du « Vrai Prophète » que l'on rencontre fréquemment dans la littérature pseudo-clémentine ébionite,. Ils croient ainsi que le Fils, qu'ils appellent « le Grand Roi » peut bénéficier de plusieurs incarnations et apparitions, à commencer par Adam et en se terminant par Jésus. » Les elkasaïtes semblent tenir Jésus, qu'ils désignent « plutôt comme le « Christ », pour le dernier de la chaîne des messies issus d'Adam ».
« Tout comme Jean le Baptiste et ses disciples, ils affectent à l'eau le pouvoir de pardonner les péchés, et non plus au sang et au feu des sacrifices, et vont jusqu'à manifester pour l'eau une vénération particulière, la considérant comme une divinité et la regardant comme un moyen par excellence de la propagation de la vie,. » Ils pratiquaient d'ailleurs « plusieurs rituels d'immersion dont un pour la rémission des péchés et un autre pour la guérison des maladies notamment la rage, la phtisie et la folie. »
L'islam d'avant les Abbassides en est probablement issu ou en tout cas a subi partiellement son influence. Toutefois, quelques groupes de ce mouvement survivaient encore au Xe siècle dans le monde islamique.

## Postérité: Sabéens, Mandéens, Islam

### Les Sabéens
Les sabéens appartiennent à un courant religieux judéo-chrétien mal connu, attesté de façon indirecte pour la première fois dans le Coran, où les sabéens (en arabe : صابئة) sont mentionnés à deux reprises, avec les deux autres religions du Livre, dans des formules telles que « les Juifs, les sabéens, et les nazaréens (nom de la branche des chrétiens avec lesquels les fondateurs de l'islam et les premiers musulmans sont entrés en contact) ». On trouve le nom de Sabéens aussi dans les hadiths, où ils ne sont rien d'autre que convertis à l'islam, alors que leur identité dans la littérature islamique plus tardive (Xe siècle) devient un sujet de discussion et d'enquête. C'est un groupe religieux baptiste, monothéiste antérieur à la conquête musulmane du Proche-Orient.
Les sources arabes classiques comprennent le Kitab-al-Fihrist d'Ibn al-Nadim (m. en 987), qui mentionne les Mogtasilah (Mughtasila ou « ceux qui se lavent (sous la forme d'ablutions) »), ce qui correspond au mot grec baptistai (baptistes),, une « secte » de Sabéens, à Mésène dans le sud de la Mésopotamie qui indique que El-Hasaih (Elkasaï) était leur fondateur. La grande majorité des universitaires conviennent que cette « secte » est probablement l'énigmatique Sobiai, située « chez les Parthes », à qui Elkasaï a prêché et à qui le Livre d'Elkasaï était dédié. Leur existence serait alors antérieure au IIe siècle. Les Sabéens semblent avoir gravité autour des communautés Elkasaïtes pro-juives, dont est issu le prophète elkasaïto-judaïque Mani,. Les informations rapportées par Ibn al-Nadim sont compatibles et confirment celles de la Vita Mani.
Les indications d'Ibn al-Nadim permettent d'identifier assez clairement que le groupe de Sabéens dont il parle est celui que les hérésiologues chrétiens appellent les Elkasaïtes, du nom de son fondateur Elkasaï. Ce qui ressort aussi des textes manichéens. Selon Simon Claude Mimouni, les Elkasaïtes « correspondent aux mughtasila de la tradition islamique. »
Cette communauté de baptistes, habitant Mésène, semble bien être la même que celle à laquelle Elkasaï a prêché son « nouveau baptême de rémission des péchés » dès l'an 100 (la troisième année du règne de Trajan). Une communauté d'où sortira ensuite aussi le prophète Mani. Cela semble montrer que cette communauté de baptistes de Mésène (appelée à l'époque Charax Spasinu) existait depuis au moins la fin du Ier siècle.

### Les Mandéens

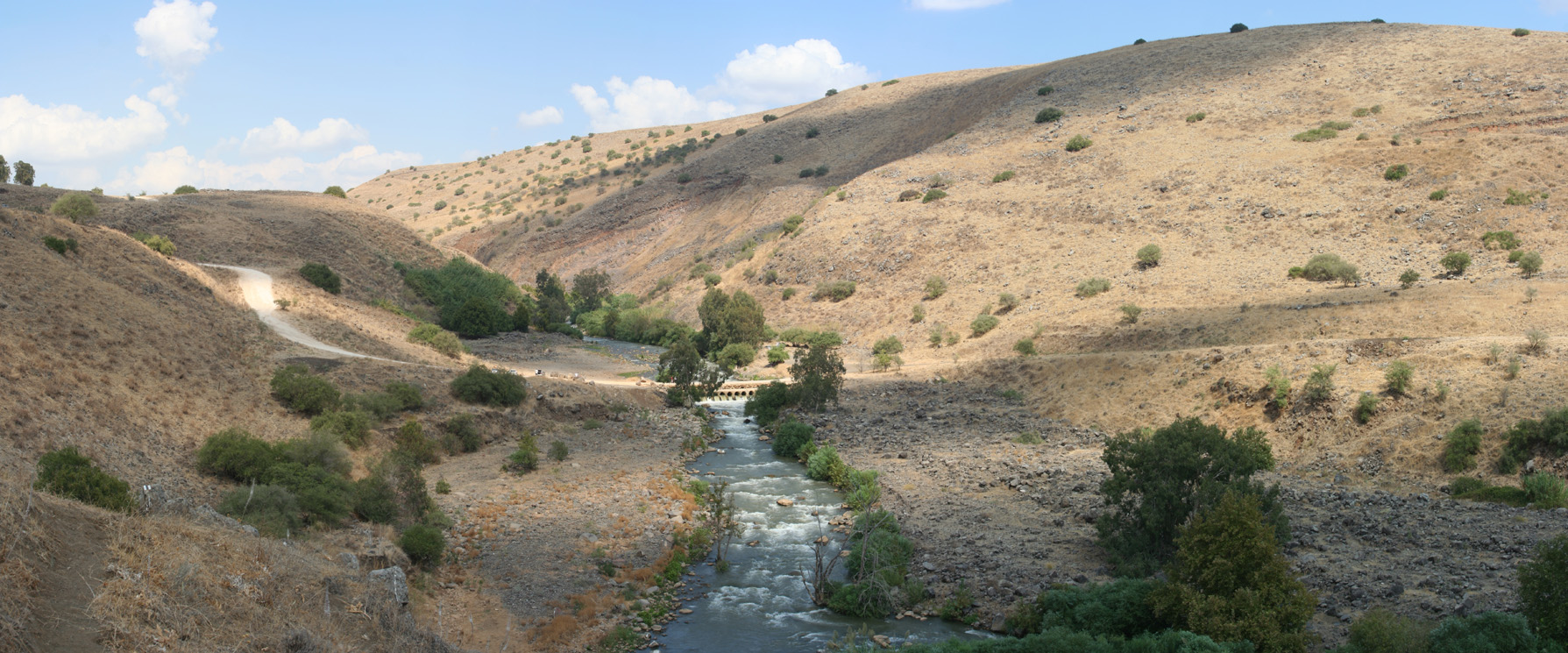
Le fleuve Jourdain où certains hadiths racontent que Jésus rencontra Yahya ibn Zakariya (Jean fils de Zacharie).

Les mandéens d'Irak sont désignés sous le nom de « sabéens », « sabiens » ou « sabaya » (صابئة : « baptistes »), par la population environnante. Ce nom souligne l’importance prise dans cette secte par les rites du baptême. C’est aussi de cette troisième appellation que les auteurs musulmans se servent de préférence, alors que les membres de ce groupe religieux se désignent eux-mêmes sous les noms de « nasaréens » ou « mandéens », et affirment qu'ils trouvent leur origine à Jérusalem, d'où leurs lointains ancêtres se seraient enfuis. Selon leurs traditions, leur communauté se serait formée autour de Jean le Baptiste, qu'ils reconnaissent comme seul prophète ; ils considèrent en effet Jésus, puis Mahomet, comme des usurpateurs.
Ils pourraient être issus du mouvement de Jean et de ceux qui ne se sont pas ralliés à Jésus. Leur départ de Palestine pourrait résulter de la destruction de Jérusalem par les Romains en 135, après la défaite de la Révolte de Bar Kokhba. Toutefois, si André Paul estime « qu'ils avaient des liens idéologiques avec les mouvements évoluant en marge du judaïsme de Palestine, en Transjordanie exactement ». Cela ne « peut nous mener [que] jusqu'au IIe siècle chrétien, mais guère plus haut. » Il estime donc « très improbable » la tradition mandéenne qui fait remonter leur existence à Jean le Baptiste (mort vers 35). Toutefois, nombre d'autres spécialistes ne sont pas aussi catégoriques.
Cette religion a pour obligation de vivre auprès des fleuves pour pouvoir baptiser les fidèles. Ce serait en partie à cause de cette particularité qu'elle est restée confidentielle, et qu'elle ne subsiste que dans quelques régions d'Iran et d'Irak.
La secte mandéenne a été révélée en 1652 par un missionnaire carme, qui décrivait ses membres sous le nom de « chrétiens de saint Jean ». Ce terme est aussi utilisé préalablement dans un rapport daté de 1555 écrit par les moines portugais d'Ormuz. C'est une religion gnostique et baptiste. Le terme « mandéen » a un rapport avec la gnose (manda, en araméen). Les mandéens sont nommés « mandaiuta » en mandéen (un dialecte de l'araméen), et en arabe « mandā'iyya » (مندائية). D’après l’étymologie, les « mandéens » (« mandaya ») seraient les hommes de la connaissance (« manda »), mais ils se désignent eux-mêmes d’un autre nom, celui de « nasoraia » (« nasoréens »). D'après André Paul, « la secte gnostique des mandéens, dans ses Écritures rédigées dans un dialecte araméen oriental, se nommait indistinctement mandayya ou nasôrayya. »

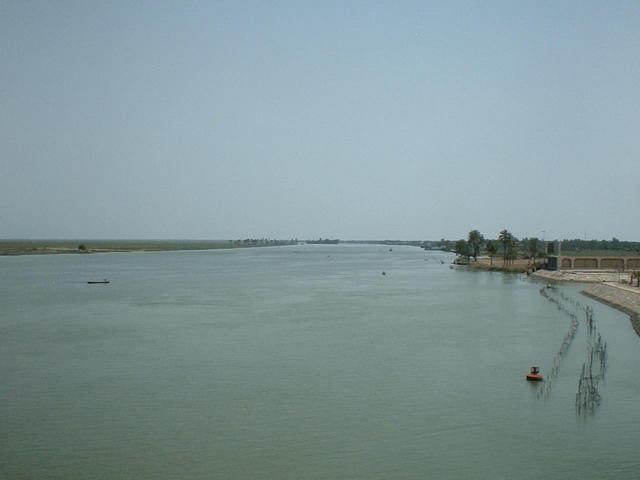
Le Chatt-el-Arab où vivaient, jusqu'en 2003, l'essentiel des mandéens et où Mani a fondé sa première communauté. C'est aussi là qu'au X, Ibn al-Nadim décrit des baptistes, sous le nom de « mughtasila », qui regardaient « al-Khasayh » (ou « al-Hasayh » dans certains manuscrits) comme leur fondateur.

Les mandéens sont membres du seul courant vraiment baptiste qui a persisté jusqu'à nos jours,. Simon Claude Mimouni estime qu'ils sont certainement les lointains descendants des mouvements baptistes juifs du début de notre ère. Comme André Paul, il mentionne la possibilité que ce courant soit un héritier du mouvement elkasaïte,.
Ils ne semblent donc pas issus des nazôréens qui, comme l'ensemble des douze apôtres et des disciples de Jésus, l'ont reconnu comme Messie, mais justement de ceux qui ont refusé cette reconnaissance. Les exégètes des premiers textes chrétiens – évangiles et Nouveau Testament – détectent d'ailleurs dans ces textes le fait que tous les partisans de Jean le Baptiste ne se sont pas ralliés à Jésus. François Blanchetière et André Paul font remarquer qu'Épiphane de Salamine parle de « nasaréens » distincts des « nazôréens » qui « existaient avant Jésus et n'ont pas (re)connu Jésus ». L'appellation « nasôrayya » que les Mandéens utilisent pour se désigner est la même que le « nasaréens » des hérésiologues chrétiens. Pour Simon Claude Mimouni, les nasaréens sont des Juifs baptistes aux tendances hétérodoxes qu'il ne faut pas confondre avec les nazôréens.
Jusqu'au déclenchement de la guerre d'Irak (2003), l’immense majorité des mandéens vivait en Irak, particulièrement le long des cours inférieurs du Tigre et de l’Euphrate et près du Chatt-el-Arab, avec une minorité notable en Iran dans le Khuzestan. La plupart se sont depuis dispersés, en particulier en direction de l’Iran, mais aussi de la Syrie, de la Jordanie et de pays occidentaux. En 2007, il ne restait que 5 000 d'entre eux en Irak et ils sont menacés de disparition totale de ce pays. La plupart des 50 000 mandéens existant dans le monde sont extrêmement dispersés.

### Baptistes et naissance de l'islam
L'ébionisme – ou le nazaréisme pour ceux qui estiment que les deux dénominations sont synonymes – a « exercé une certaine influence, pour ne pas dire plus », lors de la création de l'islam. Pour Simon Claude Mimouni, il est possible que les chrétiens avec lesquels Mahomet et ses disciples ont été en contact au VIe siècle dans le nord de l'Arabie aient appartenu au mouvement ébionite. Si c'est le cas, « il est envisageable de penser à une influence directe entre le judéochristianisme ébionite et l'Islam des commencements. »
Le mouvement elkasaïte n'est pas complètement absorbé par le Manichéisme et continue à exister de façon indépendante. Selon une hypothèse « acceptée par certains, contestée par d'autres », il pourrait avoir influencé l'islam, qui en est peut-être partiellement issu. Pour Simon Claude Mimouni, il « n'est nullement exclu que l'elkasaïsme ait aussi exercé une certaine influence, notamment après l'arrivée de l'islam en Babylonie et en Assyrie. »
Édouard-Marie Gallez analyse les Manuscrits de la mer Morte et pense qu'ils reflètent une parenté avec le texte coranique. Pour lui, le terme « naçârâ » du texte coranique, selon le sens qu’il avait encore au VIIIe siècle, n'a pas l’actuelle signification de « chrétiens » que lui donne certains traducteurs, mais désigne probablement des héritiers des nazaréens. Il propose de reprendre l'appellation de Ray A. Pritz de « judéo-nazaréens » pour éviter toute ambiguïté avec les nazôréens qui selon lui se seraient appelés chrétiens au IIe siècle. Une position conforme à celle des autorités ecclésiastiques, mais qui a été largement critiquée par la plupart des historiens. L'avantage de cette appellation est selon lui de rappeler l’origine juive de ce groupe, ainsi que le lien primitif avec la communauté de Jacques de Jérusalem, selon les témoignages des pères de l'Église. Contrairement au modèle standard qui fait disparaître la secte de la mer Morte en 68, E.-M. Gallez estime que cette famille de pensée « messianiste » et « eschatologico-guerrière » a continué d'exister après la Grande révolte juive (66-74) et qu'on la retrouve à la naissance de l'islam. Comme André Paul et d'autres critiques, il fait le lien entre les Manuscrits de la mer Morte et le gnosticisme.